# 新倉利幸
新倉 利幸（にいくら としゆき、1970年〈昭和45年〉12月21日 - ）は、日本の実業家。埼玉県浦和市（現：さいたま市）出身。株式会社エー・ワン代表取締役。

## 経歴
1993年、城西大学卒業。衆議院議員・故石井紘基の秘書を退職。
1998年、有限会社エー・ワン創業。
2003年10月、株式会社エー・ワン設立。

## 人物
株式会社エー・ワンの前進「有限会社エー・ワン」の創業当初は、現場第一線で働いていたが、現在は一線を退き株式会社エー・ワンの代表取締役として経営に専念している。
近年は、スタッフをレベルアップさせる綿密な研修や販売のプロを育成していくため、経営学・人生哲学・心理学・脳科学などの勉強を始めている。